# شازده کوچولو (فیلم ۱۹۷۴)
شازده کوچولو (به انگلیسی: The Little Prince) فیلم به کارگردانی و تهیه‌کنندگی استنلی دانن، نویسندگی آلان جی لرنر (بر پایه رمان شازده کوچولو اثر آنتوان دو سنت‌اگزوپری) محصول سال ۱۹۷۴ میلادی است.

## بازیگران
- ریچارد کیلی در نقش خلبان
- استون وارنر در نقش شازده کوچولو
- باب فاس در نقش مار
- جین وایلدر در نقش روباه
- دونا مک‌کچنی در نقش رز
- جاس آکلند در نقش پادشاه
- گراهام کراودن در نقش ژنرال
- ویکتور اسپینتی در نقش تاریخ‌دان
- کلیو رویل در نقش بازرگان